# Peer Steinbrück
Peer Steinbrück (født 10. januar 1947 i Hamborg) er en tysk politiker (SPD). Han var finansminister i Angela Merkels første regering fra 2005 til 2009, og ministerpræsident i Nordrhein-Westfalen fra 2002 til 2005. Han var SPD's kanslerkandidat ved valget til Forbundsdagen 2013.

## Karriere
Peer Steinbrücks far var arkitekt, hans mor kom oprindelig fra Danmark og var skrædder. Som 22-årig melder Steinbrück sig i 1969 ind i SPD. Steinbrücks blev i 1974 færdiguddannet fra universitet i Kiel, hvor han havde læst økonomi og socialvidenskab; efter uddannelsen bliver han ansat i forskellige vesttyske ministerier, blandt andet som referent hos daværende forbundskansler Helmut Schmidt.
Siden oktober 2003 medlem af Forbundsdagen.
Han er privat gift med lærerinden Gertrud og far til parrets tre børn.